# Guldstrimmig havsabborre
Guldstrimmig havsabborre (Grammistes sexlineatus) är en fiskart som först beskrevs av Carl Peter Thunberg 1792.  Guldstrimmig havsabborre ingår i släktet Grammistes och familjen havsabborrfiskar. Inga underarter finns listade i Catalogue of Life.